# Bernhard II van Saksen-Lauenburg
Bernhard II van Saksen-Lauenburg (circa 1385/1392 - 16 juli 1463) was van 1426 tot aan zijn dood hertog van Saksen-Lauenburg. Hij behoorde tot het huis Ascaniërs.

## Levensloop
Bernhard II was een zoon van hertog Erik IV van Saksen-Lauenburg en Sophia van Brunswijk, dochter van hertog Magnus II. 
Van zodra zijn oudere broer Erik V in 1412 als alleenheerser het hertogdom Saksen-Lauenburg bestuurde, probeerde hij zijn broer ervan te overtuigen om de regering te delen. Nadat Erik V er niet in was geslaagd om het keurvorstendom Saksen te bemachtigen, ging hij in 1426 uiteindelijk akkoord en werd Bernhard II aangesteld tot medehertog. Nadat Erik V in 1436 overleed, regeerde Bernhard II als enige hertog verder.
Bernhard II liet zijn aanspraken op het keurvorstendom Saksen en het hertogdom Saksen-Wittenberg opnieuw gelden. Saksen-Wittenberg en Saksen-Lauenburg waren de twee hertogdommen die in 1296 ontstaan waren uit het hertogdom Saksen. Om zijn aanspraken te versterken, nam hij het wapenschild van Saksen-Wittenberg over.
In 1463 stierf hij, waarna zijn zoon Johan V hem opvolgde als hertog van Saksen-Lauenburg.

## Huwelijk en nakomelingen
In 1428 huwde Bernhard met Adelheid (1410 - na 1445), dochter van hertog Bogislaw VIII van Pommeren en een kleindochter van Bogislaw V van Pommeren. Ze kregen twee kinderen:
- Sophia (1428-1473), huwde in 1444 met hertog Gerard VII van Gulik-Berg
- Johan V (1439-1507), hertog van Saksen-Lauenburg